# Эрба, Каролина
Каролина Эрба (итал. Carolina Erba, р.8 марта 1985) — итальянская фехтовальщица-рапиристка, чемпионка мира и Европы, призёрка Европейских игр.

## Биография
Родилась в 1985 году в Бусто-Арсицио. На юниорском и молодёжном уровнях выступала на многих соревнованиях, особенно на Кубке мира по фехтованию, где занимала призовые места.
Летом 2013 года на чемпионате Европы по фехтованию завоевала золотую медаль в командной рапире. В том же году на чемпионате мира завоевала золотую медаль в командной рапире.
Через года на Европейских играх в составе женской сборной Италии завоевала бронзовую медаль в командной рапире.
Завершила спортивную карьеру в 2019 году.